# Feuerwehrausrüstung

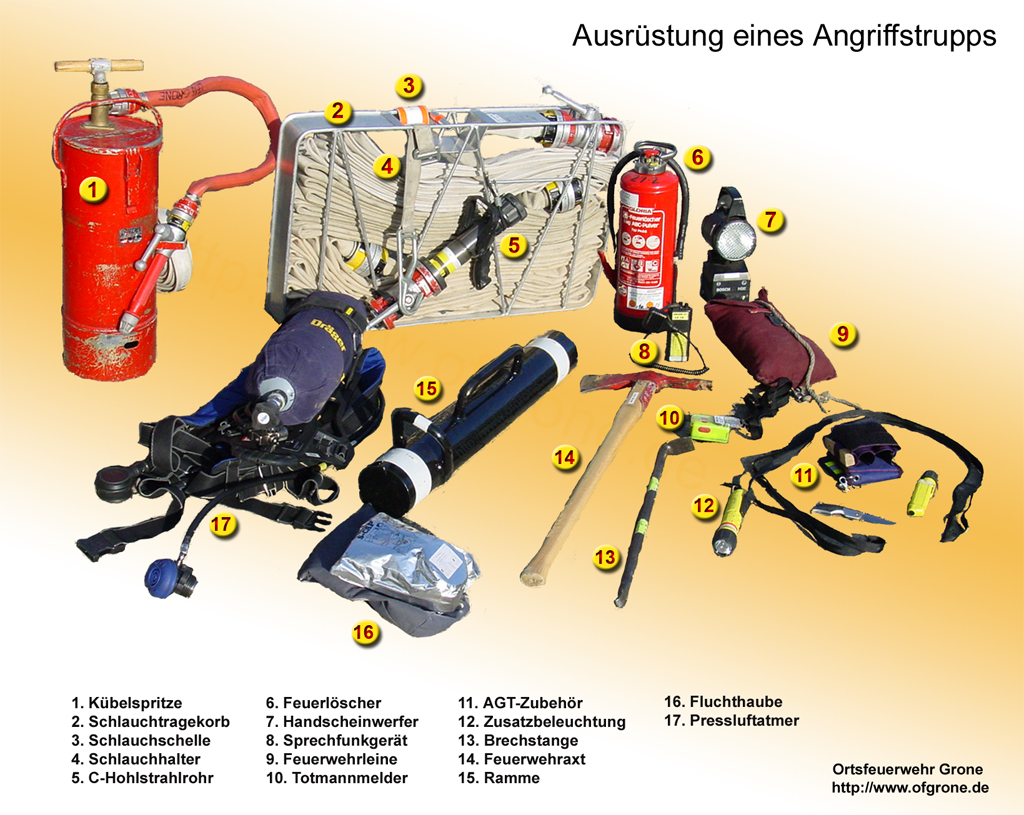
Diverse Ausrüstungsgegenstände eines Feuerwehrangehörigen im Angriffstrupp einer deutschen Feuerwehr

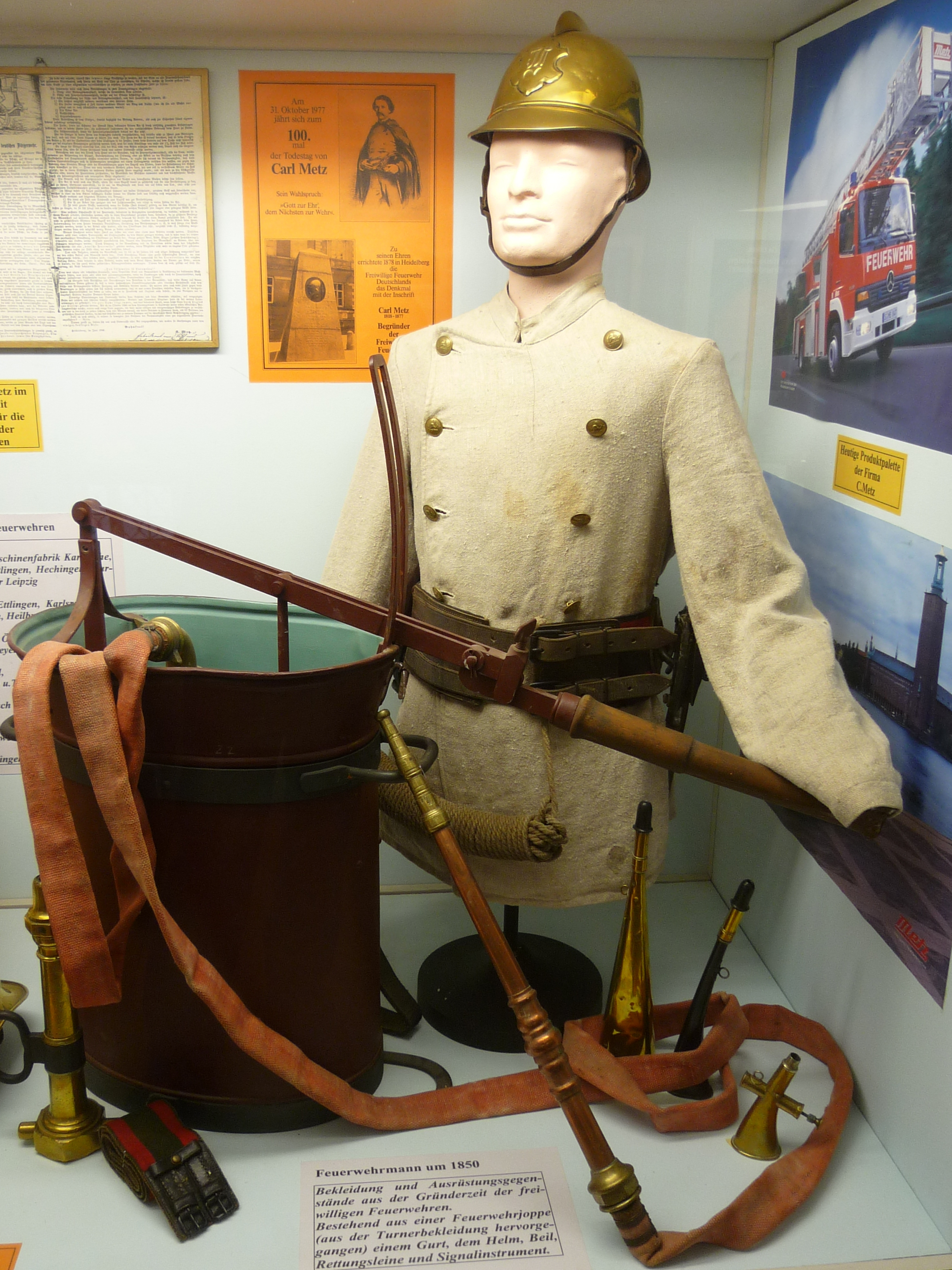
Ausrüstung eines Feuerwehrmannes um 1850: Aus der Turnerkleidung hervorgegangene Joppe, Gurt, Helm, Beil, Rettungsleine und Signalinstrument

Die Ausrüstung der Feuerwehr ist speziell für die hohen Anforderungen der Feuerwehr hergestelltes Gerät und Werkzeug. Sie wird in den meisten Fällen mit Feuerwehrfahrzeugen zur Einsatzstelle gebracht oder ggf. von Feuerwehrangehörigen dorthin getragen. Aber auch andere Verkehrsmittel wie Feuerlöschboote oder Fluggeräte können dazu erforderlich sein.
Vereinfacht lässt sich die Feuerwehrausrüstung in Geräte zur Brandbekämpfung, Geräte zur Technischen Hilfeleistung und die persönliche Ausrüstung von Feuerwehrangehörigen einteilen.

## Ausrüstung zur Brandbekämpfung
Um eine Brandbekämpfung mit Löschmitteln durchzuführen, hat die Feuerwehr in den meisten Fällen eine Löschwasserversorgung aufzubauen. Spezielle Pumpen fördern das Löschmittel durch zuvor verlegte Schläuche zum Brand. Dort wird das Löschwasser über Strahlrohre abgegeben und der Brand bekämpft. Für den Einsatz im Brandrauch benutzt die Feuerwehr umluftunabhängige Pressluftatmer.
Zum Löschen mit Wasser dienen Schläuche, Strahlrohre und Armaturen, Wasserwerfer, Hydroschilde, Löschwasserbehälter sowie Kleinlöschgeräte wie Feuerlöscher und tragbare Spritzen. Zum Einsatz von Löschschaum dienen Schaumrohre, Leichtschaum-Generatoren und Schaummittel.:03.01–03.13

## Ausrüstung zur Technischen Hilfeleistung

### Rettungsgeräte
Rettungsgeräte dienen der Rettung von Menschen und Tieren. Zu ihnen gehören Seile nach EN 1891, nämlich halbstatische Seile zur Sicherung von Personen, dynamische Seile (Kletterseile) nach EN 892 zum Auffangen von Stürzen, und Reepschnüre nach EN 892 zum Hochziehen geringer Lasten. Zusammen mit Seilen werden Karabinerhaken nach EN 362 und Absturzsicherungen mit Auffanggurten nach EN 361 sowie Bandschlingen nach EN 354/795 eingesetzt.:04.01–04.07
Weitere Rettungsgeräte sind Vorrichtungen zum Tragen Verletzter (Rettungsbrett, Rettungsschlitten, Tragbahre, Korbschleiftrage, Rettungstuch), sowie Vorrichtungen zur Evakuation von Personen aus Gebäuden: Sprungretter zum Auffangen springender Personen, Rettungsschläuche, durch die Personen nach unten rutschen, sowie Auf- und Abseilgeräte.:04.08–04.17

### Weitere Geräte
- Tragbare Leitern
- Hydraulisches Rettungsgerät wie Spreizer, Schneidgerät und Zylinder
- Ölbindemittel, Gefahrstoffpumpen, spezielle Auffangbehälter zum Umweltschutz.
- Weitere Geräte (beispielsweise Motorkettensäge)

## Ausrüstung von Feuerwehrangehörigen
Die persönliche Schutzausrüstung von Feuerwehrangehörigen stellt den Grundschutz einer jeden Einsatzkraft dar und umfasst im Wesentlichen den Feuerwehrschutzanzug, den Feuerwehrhelm mit Nackenschutz, die Feuerwehr-Schutzhandschuhe und das Feuerwehrschutzschuhwerk. Darüber hinaus werden Teile der speziellen persönlichen Schutzausrüstung erforderlich.
Zur persönlichen Ausrüstung gehören die Brandschutzbekleidung:02.02 mit Feuerwehrhaltegurten, die darunter getragene Arbeitsbekleidung (Überkleider, Warnbekleidung und Regenwarnbekleidung nach den Normen EN 16689, EN 20471 und EN 343),:02.05 Feuerwehrschutzhandschuhe in drei Schutzkategorien gemäß der Verordnung (EU) 2016/42,:02.06 Feuerwehrhelme nach EN 443,:02.08 sowie Feuerwehrschuhe nach EN 15090.:02.11

## Anforderungen
Feuerwehrausrüstung muss hohen Anforderungen genügen:
- mechanische Robustheit
- Temperaturbeständigkeit
- Schutz vor Staub, Feuchtigkeit und Schmutz

## Geschichte
Vor der Entstehung von Feuerwehren waren gemäß Anordnungen zur Brandverhütung des 18. Jahrhunderts im Kurfürstentum Trier und weiterer Kurfürstentümer des Heiligen Römischen Reiches von den Gemeinden Geräte zur Brandbekämpfung (Brandleitern, Feuerhaken, Brandeimer) anzuschaffen. Für je zwei Haushalte musste ein lederner Brandeimer vorgehalten werden. Wer neu in eine Ortschaft zuzog oder durch Heirat zum vollwertigen Bürger wurde, musste einen Brandeimer nachweisen.
Mit der Bildung von Löschmannschaften in Form von Pflichtfeuerwehren Anfang des 19. Jahrhunderts wurden auch deren Rechten und Pflichten festgelegt, in der auch die Handhabung von „Löschgeräthschaften“  erfolgte. So sollten in allen Gemeinden „brauchbare Löschgeräthschaften in erforderlicher Anzahl und von guter Beschaffenheit vorhanden seyn oder baldigst Löschgeräte angeschafft werden. Damit sie jedoch bei dem Transport oder bei Bränden nicht verwechselt werden, so müssen sie, insbesondere auch die Feuereimer, mit dem Namen der Gemeinde, der sie gehören, versehen seyn.“. Beispielsweise erließ das Herzogtum Nassau im November 1826 eine solche Verordnung.